# إيكونازول
إيكونازول (بالإنجليزية: Econazole)‏ هو إيكونازول نترات، مضاد فطريات يطبق موضعياً.

## آلية التأثير
يؤثر على نفوذية الغشاء الخلوي الخاص بجدار الخلية الفطرية، وقد يتدخل بتركيب الرنا والبروتين فيها، وقد يؤثر على استقلاب الدسم ضمنها.

## الحركيات الدوائية
- الامتصاص: 10% يلي تطبيقه الموضعي.
- الأيض: كبدي يعطي أكثر من 20 ناتج أيضي.
- التصفية: أقل من 1% من الجرعة المطبقة مع البول والبراز.

## الاستعمال
- سعفة القدم (قدم الرياضي)
- سعفة الأرفاغ
- سعفة الجسد
- السعفة المبرقشة
- داء المبيضات الجلدي.

## مضادات الاستطباب
فرط الحساسية له أو لمكوناته.

## الآثار الجانبية
بنسبة 1 - 10%:
- جلدية: حكة - حمامى
- موضعية: حس لسع - حس حرق

## تحذيرات
1. يوقف بحال الحساسية أو التخريش الكيميائي
2. غير صالح للاستخدام العيني أو المهبلي

## الحمل
من أدوية المجموعة C. لا يستخدم في الثلث الأول إلا للضرورة الشديدة ولا في الثلثين الثاني والثالث إلا للضرورة.

## الجرعة
1. سعفة القدم وسعفة الأرفاغ وسعفة الجسد والسعفة المبرقشة: كمية كافية مرة يومياً.
2. داء المبيضات الجلدي: كمية كافية مرتين يومياً (صباحاً ومساءً)

(يستمر علاج سعفة القدم لمدة شهر، وسعفة الأرفاغ وسعفة الجسد والسعفة المبرقشة وداء المبيضات الجلدي لمدة شهرين).

## الأشكال الصيدلانية
رهيم 1%